# Fleur Pellerin
Fleur Pellerin (ur. 29 sierpnia 1973 w Seulu) – francuska polityk, przedsiębiorca i inwestor pochodzenia koreańskiego, od 2014 do 2016 minister kultury i komunikacji.

## Życiorys
Urodziła się w Korei Południowej jako Kim Jong-suk (j. kor. 김종숙). Została porzucona jako niemowlę, trafiła do sierocińca w Seulu, a następnie została adoptowana przez francuską rodzinę, gdy miała 6 miesięcy.
Spędziła dzieciństwo i młodość w Yvelines. Skończyła szkołę handlową ESSEC w wieku 21 lat. Kontynuowała naukę w Instytucie Nauk Politycznych w Paryżu, a w wieku 24 lat zdała konkurs do ENA (promocja Averroès, 1998–2000). Podjęła pracę w Cour des comptes, francuskim trybunale obrachunkowym. W 2006 została członkinią Partii Socjalistycznej.
W trakcie kampanii prezydenckiej w 2012 w sztabie François Hollande'a była odpowiedzialna za tematykę dotyczącą społeczeństwa i gospodarki cyfrowej. W maju 2012 otrzymała nominację na ministra delegowanego (odpowiednika wiceministra) ds. małych i średnich przedsiębiorstw, innowacji i gospodarki cyfrowej w rządzie, na czele którego stanął Jean-Marc Ayrault; funkcję tę pełniła do końca urzędowania gabinetu w 2014. 9 kwietnia tegoż roku dołączyła do nowego gabinetu Manuela Vallsa jako sekretarz stanu ds. handlu zagranicznego i promocji turystyki. Po dokonanej rekonstrukcji z 26 sierpnia 2014 została powołana na urząd ministra kultury i komunikacji, zastępując Aurélie Filippetti. Odwołano ją z tego urzędu 11 lutego 2016.
W 2016 założyła fundusz inwestycyjny Korelya Capital, mający wspomagać inwestycje koreańskie we Francji w obszarze nowych technologii, a także wspierać francuskie startupy na rynkach azjatyckich. W tym samym roku odeszła z Trybunału Obrachunkowego, w którym była zatrudniona (rezygnując tym samym ze statusu urzędnika służby cywilnej), co uzasadniła względami etycznymi.
Jej mężem został prawnik Laurent Olléon, z którym ma córkę.